# Diagnostic gaz
Le diagnostic gaz a pour objet d'établir un état de l'installation intérieure de gaz afin d'évaluer les risques pouvant compromettre la sécurité des personnes, de rendre opérante une clause d'exonération de la garantie du vice caché, en application de l'Article 17 de la loi n° 2003-08 du 3 janvier 2003 modifié par l'ordonnance n° 2005-655 du 8 juin 2005. 
En aucun cas, il ne s'agit d'un contrôle de conformité de l'installation vis-à-vis de la réglementation en vigueur. 
En cas de vente de tout ou partie d'un immeuble à usage d'habitation comportant une installation intérieure de gaz réalisée depuis plus de quinze ans, un état de cette installation en vue d'évaluer les risques pouvant compromettre la sécurité des personnes est produit dans les conditions et selon les modalités prévues aux articles L. 271-4 à L. 271-6. 
Lorsqu'une installation intérieure de gaz modifiée ou complétée a fait l'objet d'un certificat de conformité visé par un organisme agréé par le ministre chargé de l'industrie en application du décret nº 62-608 du 23 mai 1962 fixant les règles techniques et de sécurité applicables aux installations de gaz combustible, ce certificat tient lieu d'état de l'installation intérieure de gaz prévu par l'article L. 134-6 s'il a été établi depuis moins de trois ans à la date à laquelle ce document doit être produit (le jour de l'acte authentique de vente). 

## Domaine d'application
Le champ d’application du diagnostic porte sur l’installation intérieure de gaz telle que définie dans l’Article 2 de l’Arrêté du 2 août 1977 relatif aux règles techniques et de sécurité applicables aux installations de gaz combustible et d’hydrocarbures liquéfiés situées à l’intérieur des bâtiments d’habitation ou de leurs dépendances.
Le diagnostic concerne toutes les installations de production individuelle de chaleur ou d’eau chaude sanitaire, quelle que soit la puissance, faisant partie de l’installation intérieure de gaz.
Le diagnostic porte sur les quatre domaines clés de l’installation intérieure de gaz suivants :
- la tuyauterie fixe
- le raccordement en gaz des appareils
- la ventilation des locaux
- la combustion

## Validité
Le diagnostic gaz ainsi établi ne devra pas dater de plus de 3 ans avant l’acte de vente. Le vendeur se verra exonéré de la garantie pour vice caché (Décret du 21/12/2006).

## Texte de loi
Depuis le 3 janvier 2003, l’adoption d’une loi concernant le diagnostic gaz a permis d’établir un référentiel de contrôle d’une installation intérieure au gaz naturel et d’en réglementer le diagnostic immobilier (Article 17 de la loi n° 2003-8 du 3 janvier 2003)
À partir de janvier 2017, il sera progressivement intégré dans le « Carnet numérique d'entretien et de suivi du logement » (parfois dit « Carnet numérique du logement »).